# Слепченски поменик
Слепченският поменик е новобългарски книжовен паметник, поменик от втората половина на XVI век, важен източник за българската история.

## Описание
Поменикът е от втората половина на XVI век. Открит е в Слепченския манастир. Ръкописът е подвързан с дъски с орнаментирана отгоре кожа. Запазена е само предната корица, която е окъсана. Листата са повредени от влага. Състои се от 82 листа с размери 21,5 X 15,5 cm, като в началото липсват два листа, а липси има и във вътрешността и в края. Писмото на паметника първоначално е едър, красив полуустав с използване на ударения и надредни знаци, киноварни заглавия и начални букви. По-късно в книгата са писали различни хора, като почерците са полуустав, скоропис с неправилно и криво писмо.
Първият автор разпределя съдържанието: първоначално вероятно за владетели, после за архиепископи, митрополити, епископи и прочее, като за всеки отдел е оставил по няколко празни листа. По-късните автори не спазват разделението и пишат кой, където намери.